# Henri Christophe
Henri Christophe (Saint Kitts, 6 ottobre 1767 – Cap-Haïtien, 8 ottobre 1820) è stato un militare e politico haitiano.
Generale dell'esercito, si proclamò re di Haiti il 26 marzo 1811 col nome di Enrico I di Haiti.

## Biografia
Nato Christopher Henry a Saint Kitts, fu condotto a Santo Domingo in schiavitù. Lavorò nel ristorante di un albergo, per riottenere poi la libertà. Nel 1779 potrebbe aver servito come tamburino nelle forze francesi nella guerra d'indipendenza americana, nel corpo degli Chasseurs-Volontaires de Saint-Dominigue, un reggimento composto da uomini di colore.
Christophe si distinse nella rivoluzione haitiana del 1791, giungendo sino al grado di generale nel 1802. Nel 1806 venne a conoscenza di un piano per uccidere Jean Jacques Dessalines, primo sovrano haitiano col nome di Jacques I; vedendo in ciò un'opportunità di raggiungere il potere, non avvisò Dessalines. Il piano fu messo in atto da Alexandre Sabes Pétion, anch'egli ansioso di raggiungere il potere.

Nel 1807 Christophe fu eletto capo dello "Stato di Haiti" (Président et généralissime des forces de terre et de mer de l'État d'Haïti), mentre Pétion proclamò l'indipendenza della repubblica di Haiti nel sud, di cui divenne presidente. Nel 1811 Cristophe dichiarò la nascita del regno di Haiti, e se ne proclamò sovrano. Un editto del 1º aprile 1811 gli conferì il titolo col nome di
Il suo unico figlio vivente, Jacques-Victor Henry, divenne suo erede col titolo di principe reale di Haiti.
Christophe costruì per sé sei castelli, otto palazzi e la massiccia Citadelle Laferrière, un capolavoro di ingegneria militare dell'epoca.

### Nobiltà ed araldica
Uno dei suoi primi atti in qualità di sovrano fu l'istituzione della Paria haitiana, con la creazione di 4 principi, 7 duchi, 22 conti, 40 baroni e 14 cavalieri. Fondò anche un collegio armoriale, per la codifica degli stemmi per la nobiltà da poco creata.

### Fine del regno
Nonostante gli sforzi per promuovere l'istruzione e stabilire un sistema legale, il cosiddetto Codice Henri, Henri fu un monarca autocratico ed impopolare, il cui regno era in costante conflitto con il sud repubblicano. L'opinione pubblica divenne sempre più insofferente a quelle che percepiva come politiche feudali, seppure intese a sviluppare la nazione. Malato ed infermo, sebbene solo cinquantatreenne, Henri si suicidò piuttosto che affrontare un colpo di Stato; il figlio adolescente non ebbe il tempo di prendere il potere perché il Paese era già in rivolta, fu ucciso dagli insorti nel palazzo di Sans Souci dieci giorni dopo la morte del padre; la moglie e le figlie andarono in esilio in Italia. Cristophe fu sepolto alla Citadelle Laferrière.

## Riferimenti nella cultura di massa
Aimé Césaire ne fece il protagonista di un lavoro teatrale, La Tragédie du roi Christophe, nel 1963. È anche ritratto nella novella El Reino de Este Mundo (Il regno di questo mondo) di Alejo Carpentier, del 1949.